# Txerníhiv
Txerníhiv (ucraïnès: Чернігів) és una ciutat d'Ucraïna i la capital administrativa de l'Óblast de Txerníhiv.

## Geografia
Txerníhiv és situada sobre la riba dreta del riu Desnà, 131 km al nord de Kíiv.

## Història
Txerníhiv, o Txernígov, és una de les més antigues i més importants ciutats de la Rus de Kíev. La primera menció de la ciutat es remunta al 864. Del segle xi al segle xiii fou la capital del Principat de Txernígov. Fou presa i saquejada pels mongols en 1239. A partir de 1370, pertanyé al Gran Ducat de Lituània, i després estigué sota el domini, en 1503, del Gran Ducat de Moscou.
En 1611, la vila fou cedida a Polònia (Czernihow), però retornà a sobirania russa en 1654, en el marc de l'Estat ucraïnès de Bohdan Khmelnitski. El 1786, la ciutat era un llogarret sobretot poblat de petits russos (Ucraïnesos) petits artesans o comerciants (2.386), o inclús pagesos (1.124), i també cosacs (164), sacerdots, diaques i les seves famílies (141) i monjos o religioses (51). Hi havia 705 llars, 4 fàbriques de maons, 4 monestirs, 12 esglésies. Caterina II de Rússia feu tancar tres monestirs dels quatre que hi havia el 1786.
En 1802, la ciutat esdevingué la capital de la gubèrnia de Txernígov de l'Imperi Rus. La seva població era de 27.716 habitants en 1897 i 35.850 habitants el 1913. Els carrers il·luminats amb gas no foren electrificats fins al 1895. Al començament del segle XX hi havia quinze hotels a Txernígov, nou hostals, tres cabarets-bufets, una oficina de correus i una estació de telèfon (per a 138 abonats el 1912), un banc, tres caixes d'estalvis, una caixa de crèdit, un mont de pietat. El gran mercat es feia quatre vegades l'any i el mercat habitual tres vegades per setmana, el dilluns, el dimecres i el divendres. Hi havia 734 botigues i parades a la ciutat el 1910. L'ensenyament secundari estava assegurat al començament del segle XX per dues escoles professionals, dos liceus de comerç, una escola superior agrícola, un gran seminari i una escola secundària religiosa de nois. El 1897, un 53% dels habitants de la ciutat sabien llegir i escriure. El primer ensenyament en llengua ucraïnesa fou endegat després de la revolució d'Octubre de 1917 al liceu.
El poder bolxevic s'instal·là a Txhernígov l'1 de febrer de 1918, però la ciutat fou presa per l'exèrcit austro-alemany algunes setmanes més tard, el 12 de març de 1918, i transmeteren el poder a la dictadura de Petliura al final de l'any 1918, els partidaris del qual fugiren de la ciutat el 12 de gener de 1919, després de la intervenció dels exèrcits rojos.

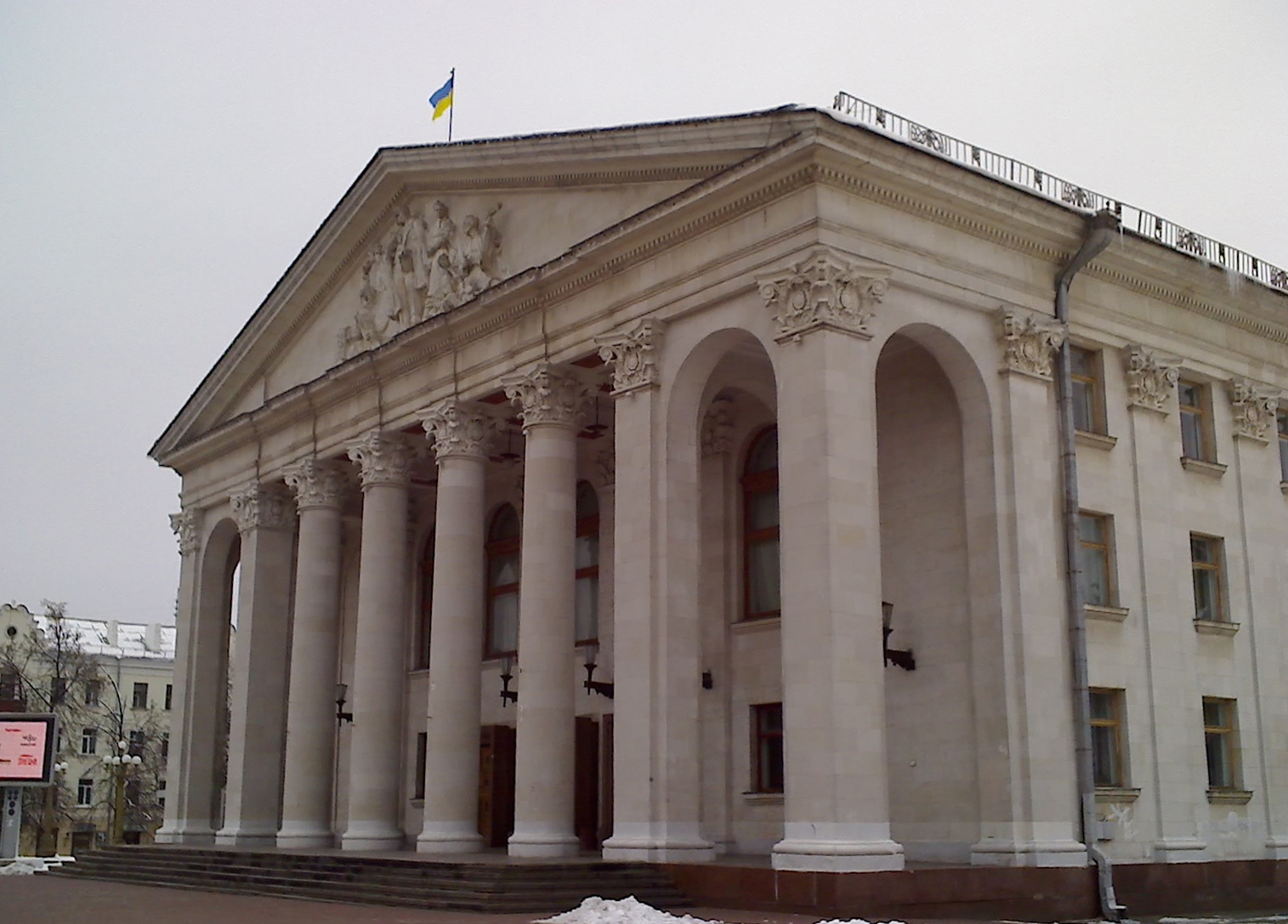
Columnata del teatre Xevtxenko

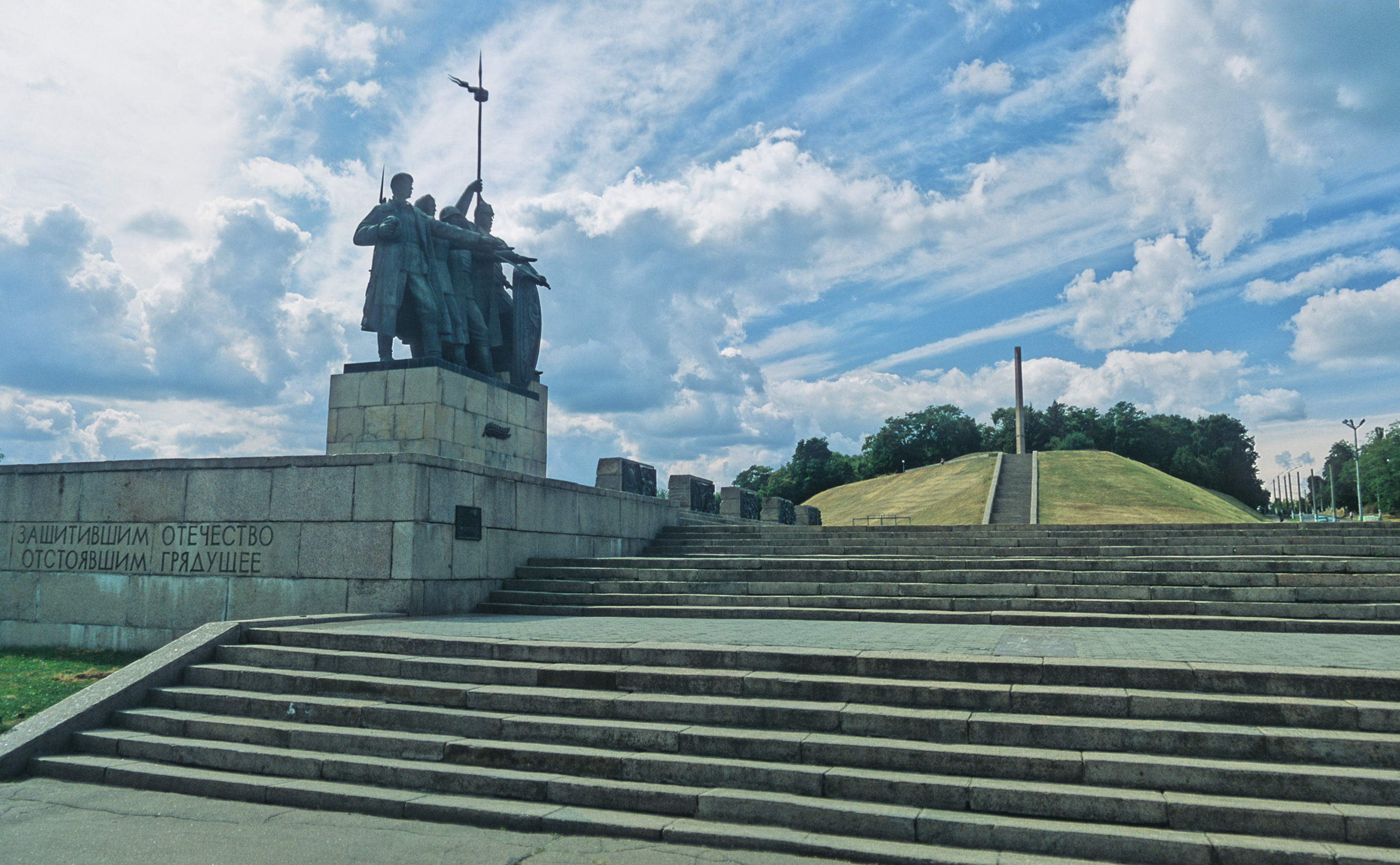
Monument als morts de la Segona Guerra mundial al mont Boldina

El padró de 1926 compta 35 000 habitants del qual 57% d'ucraïnesos, 20% de russos i 10% de Juifs. Aquest any contemplà també l'obertura del teatre Xevtxenko; el 1934, és el torn de la sala de concerts de l'orquestra filarmònica i del museu Kotsiubinski i dos anys més tard, de l'estadi.
Des de 1932, és la capital administrativa de l'óblast de Txernígov (o de Txerníhiv en llengua ucraïnesa). Hi havia 68.600 habitants el 1934.
La ciutat fou gairebé destruïda del tot durant la Gran Guerra Patriòtica (nom de la Segona Guerra mundial a l'URSS). La Luftwaffe bombardejà Txernígov l'agost de 1941, i destruí un 70% dels habitatges. La ciutat fou ocupada el 9 de setembre de 1941. 3.000 habitants foren morts després de ser empresonats desenes de milers foren afusellats als voltants de la ciutat. En dos anys d'ocupació, el nombre de víctimes als voltants s'estima en 52.500. La resistència s'organitzà al voltant d'Aleksei Fiodorov i d'altres partidaris. Finalment el 13è exèrcit del front central, sota les ordres de Nikolai Pukhov, alliberà la ciutat el 21 de setembre de 1943, després de tres dies de combats acarnissats. Les tres quartes parts de la ciutat estaven destruïdes.
El 1960, Txernígov tenia 90.000 habitants (69% d'ucraïnesos, 20% de russos, 8% de jueus, 1% de polonesos). El 1970, el nombre d'habitants s'elevava 159.000 i en 1980 a 245.000.

## Personalitats
Van néixer a Txerníhiv :
- Angèlica Balabanova (1878-1965), revolucionària
- Vladímir Antónov-Ovséienko (1883-1939), polític i diplomàtic soviètic
- Anatoli Ribakov (1911-1998), escriptor rus i soviètic
- Nina Lemeix (°1973), biatleta ucraïnesa
- Oksana Khvostenko (°1977), biatleta ucraïnesa
- Stepan Davydov (1777-1825), compositor i cantant.

Va tenir un paper important a Txerníhiv :
- Isaac Schneersohn

## Arquitectura religiosa

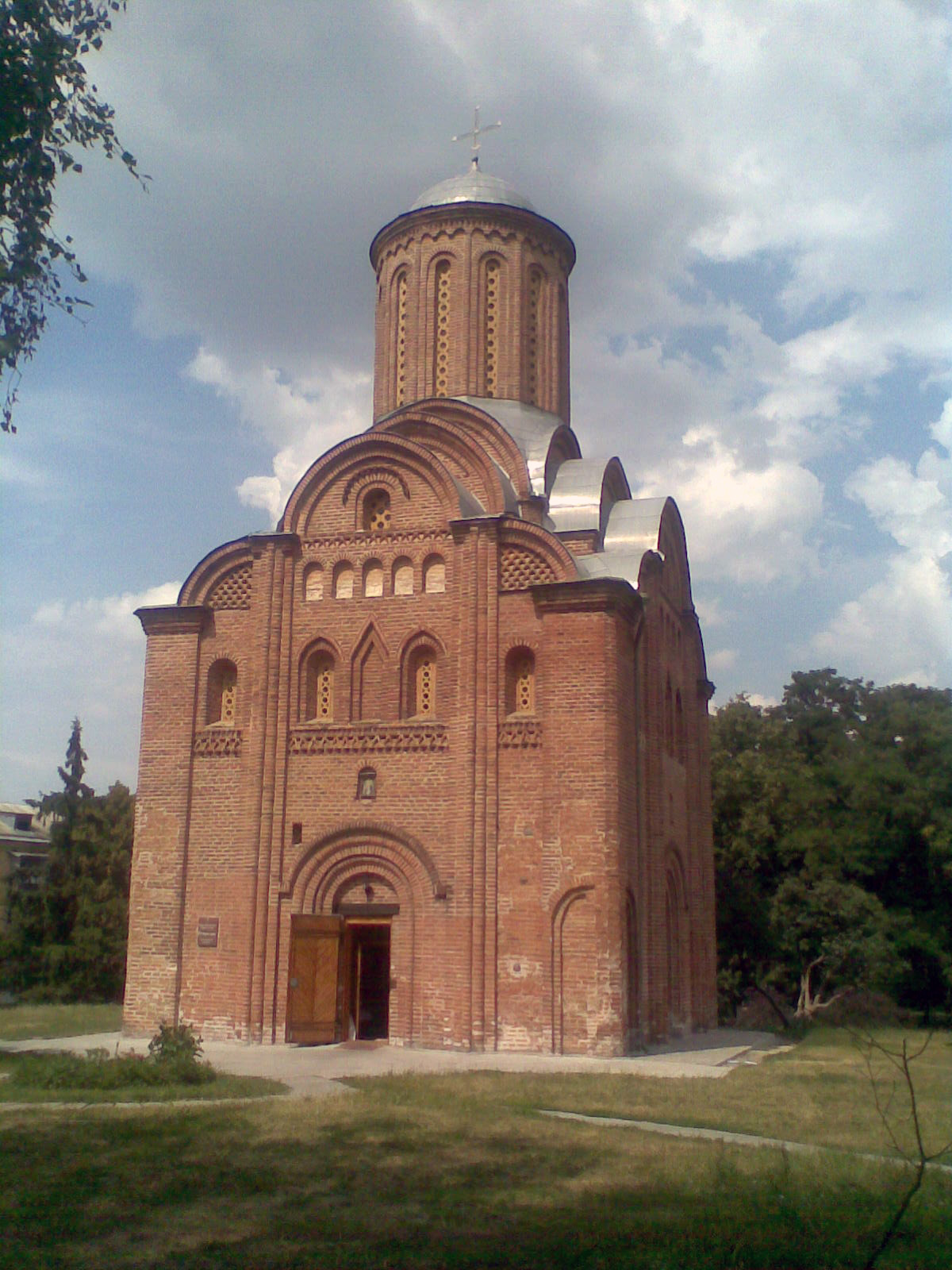
Vista de l'església Santa Paraskeva o Església de Piàtnytska

- Església de la Transfiguració, segle xi
- Monestir de l'Assumpció d'Eletski segle xi
- Església de Sant Elies segle xii
- Església de Sant Borís i Sant Gleb, 1120
- Església de Piàtnytska, finals del segle xii
- Església de Santa Caterina, finals del segle xvii
- Catedral de la Santa Trinitat, 1679-1695, on descansen les despulles de Sant Teodosi de Txerníhiv (mort el 1696, canonitzat el 1896)